# Alchornea floribunda
Alchornea floribunda är en törelväxtart som beskrevs av Johannes Müller Argoviensis. Alchornea floribunda ingår i släktet Alchornea och familjen törelväxter. Inga underarter finns listade i Catalogue of Life.